# Trận Santa Clara
Trận Santa Clara là một loạt các sự kiện xảy ra khi quân đội cách mạng Cuba dưới sự chỉ huy của Che Guevara đã đánh chiếm được thành phố Santa Clara vào cuối tháng 12 năm 1958. Trận đánh này là một chiến thắng quyết định cho quân nổi dậy trong cuộc chiến chống lại chế độ độc tài của Tướng Fulgencio Batista. Trong vòng 12 giờ sau khi chiếm được thành phố, Batista đã chạy trốn khỏi Cuba và lực lượng của Fidel Castro tuyên bố giành thắng lợi sau cùng.
Ngoài ra, cánh quân của Che còn chiếm giữ được đoàn tàu bọc thép và các chương trình phát sóng truyền thông sau đó từ cả chính phủ lẫn quân nổi dậy đã chứng minh đây chính là một bước ngoặt quan trọng trong cuộc cách mạng này. Mặc dù các tờ báo ngày hôm sau ca ngợi "chiến thắng" của Batista tại Santa Clara, chương trình phát sóng trái ngược từ quân nổi dậy của Castro đã đẩy nhanh tiến trình đầu hàng của quân đội Batista. Bản báo cáo kết thúc bằng tin tức cho biết giới lãnh đạo quân nổi dậy đang tiến về thủ đô La Habana "mà không gặp phải bất kỳ trở ngại nào" nhằm tiếp quản chính phủ của chế độ cũ.
Hầu hết các đơn vị đồn trú trên khắp đất nước đã nhanh chóng đầu hàng viên chỉ huy du kích đầu tiên xuất hiện trước lối vào thành phố này. Vào giữa buổi chiều, Che thông báo trên đài phát thanh mang tên Radio Rebelde rằng những người lính cuối cùng ở Santa Clara đã phải buông súng đầu hàng quân nổi dậy.